# Alessandro Cortini
Alessandro Cortini (24 de maio de 1976), um músico italiano mais conhecido por seu trabalho com sintetizadores modulares, e sendo o tecladista, guitarra e baixista da banda industrial americana Nine Inch Nails.  Como membro do Nine Inch Nails, Cortini é o primeiro italiano introduzido no Hall da Fama do Rock and Roll em 2020.

## Discografia
Como ele mesmo
- 2013: Forse 1 (LP, lançado em Jul. 2013)
- 2013: Forse 2 (LP, lançado em Nov.r 2013)
- 2014: Sonno (LP)
- 2015: Forse 3 (LP)
- 2015: Risveglio (LP, lançado em Jul. 2015)
- 2016: SPIE (EP, lançado em 22 Set. 2016)
- 2017: Avanti (LP, lançado em 6 Out. 2017)
- 2019: VOLUME MASSIMO (LP, lançado em 27 Set. 2019)
- 2021: SCURO CHIARO (LP, lançado em 11 Jun. 2021)

SONOIO
- 2010: SONOIO (Blue, Álbum, Set. 2010)
- 2011: SONOIO (Red, Álbum, Jun. 2011)
- 2018: Fine (Álbum, Jul, 2018)

Blindoldfreak
- 2009: 1 (EP, 2009)

Modwheelmood
- 2003: ? (EP, 2003)
- 2006: Enemies & Immigrants (EP, lançado em May 2006)
- 2007: Things Will Change (O disco de remix companheiro de Enemies & Immigrants, lançado digitalmente em outubro de 2007.)
- 2007: Pearls to Pigs, Vol. 1 (EP, lançado em 25 Dez. 2007)
- 2008: Pearls to Pigs, Vol. 2 (EP, lançado em 26 Fev. 2008)
- 2008: Pearls to Pigs, Vol. 3 (EP, lançado em 16 Jul. 2008)
- 2009: Pearls to Pigs (Álbum, lançado em 2 Jun. 2009)

Com Nine Inch Nails
- 2007: Beside You in Time (live DVD/HD DVD/Blu-ray, 2007)
- 2007: Year Zero Remixed – "The Great Destroyer" (remixed by Modwheelmood)
- 2008: Ghosts I–IV
- 2008: The Slip
- 2013: Hesitation Marks

Com Jovanotti
- 2008: Safari

Com Ladytron
- 2008: Velocifero (Collaboration & production. Álbum, Jun. 2008)
- 2008: Ghosts single (modwheelmood remix, Mai. 2008)
- 2011: Gravity the Seducer (Collaboration & Production. Album, Set. 2011)

Com Marnie
- 2013: "We Are the Sea" (Collaboration & Production. Álbum, Jun. 2013)

Com Yoav
- 2008: Adore Adore (modwheelmood remix, 2008)
- 2008: Beautiful Lie (modwheelmood remix 2008)

Com The Mayfield Four
- 2001: Second Skin

Com Puscifer
- 2007: V is for Vagina (Synthesizer. Álbum, Out. 2007)
- 2011: Conditions of My Parole (Collaboration & Production. Álbum, Out. 2011) - "Oceans"

Com Lawrence English
- 2018: Immediate Horizon (Álbum, Nov. 2018)

Com Alain Johannes and Norm Block
- 2019: Tom Clancy's Ghost Recon Breakpoint (Original Game Soundtrack) (LP, lançado em 4 Out. 2019)

Com Daniel Avery
- 2020: Illusion of time (Illusion de la tiempo) (LP, lançado em 27 Mar. 2020)